# Cantonlaan 11
Cantonlaan 11 is een gemeentelijk monument aan de Cantonlaan in Baarn in de provincie Utrecht.
Het huis is rond 1895 gebouwd in het toen pas verkavelde Schoonoordpark. De ruw bepleisterde woning staat tegenover de Javastraat. De voorgevel symmetrisch is opgezet met een erker tegen de linkergevel. In 1938 is aan de rechterzijde een erker aangebouwd. Boven de voordeur is een klein balkon.